# Shaun Wright-Phillips
Shaun Cameron Wright-Phillips (Londra, 25 ottobre 1981) è un ex calciatore inglese, di ruolo centrocampista o ala.

## Biografia
Di origini trinidadiane e grenadiane, è figlio adottivo di Ian Wright e fratellastro di Bradley Wright-Phillips, anch'essi ex calciatori.
È cresciuto a Brockley, quartiere della zona sud di Londra, e ha frequentato l'Haberdashers' Aske's Hatcham College, con sede a New Cross Gate.
Ha un figlio, D'Margio (nato nel 2001), che ha intrapreso a sua volta una carriera da calciatore: nel 2022, gioca nello Stoke City e ha collezionato presenze nelle nazionali giovanili inglesi.

## Carriera

### Club

#### Manchester City
Nato a Greenwich, Londra, Wright-Phillips comincia a giocare nel 1993 nelle giovanili del Nottingham Forest, per poi terminare il suo rapporto col club del Nottinghamshire a 17 anni e trasferirsi nelle giovanili del Manchester City. Debutta ufficialmente col suo nuovo club nel secondo turno di League Cup contro il Burnley, entrando al posto di Terry Cooke. Il suo debutto in campionato arriva due mesi dopo contro il Port Vale. Giocando da attaccante, aiuta la sua squadra a ribaltare l'1-0 in una vittoria per 2-1. Nelle successive due partite gioca titolare, sostituendo Paul Dickov, assente a causa di un infortunio. Una volta che Dickov recupera, però, Shaun viene reintegrato nelle riserve, collezionando un'altra sola presenza fino alla fine della stagione. Il City finisce secondo in First Division, conquistando la promozione in Premier per la stagione 2000-01.
Nella stagione 2000-2001 Wright-Phillips gioca con più regolarità rispetto alla stagione passata, ma non riesce ad affermarsi completamente in prima squadra, con 12 partenze da titolare e sette da sostituto, giocando in vari ruoli dell'attacco. La permanenza in Premier del City, però, è breve, e nella stagione 2001-2002, i Citizens sono di nuovo nella seconda serie. La retrocessione porta ad un cambio alla guida del secondo club di Manchester: Joe Royle al posto di Kevin Keegan.
Sotto la guida di Keegan, Wright-Phillips si afferma come titolare, non come attaccante ma come esterno di centrocampo. Keegan, famoso per il proprio calcio offensivista, decide di schierare Wright-Phillips in una posizione di difesa per poter sfruttare la sua mobilità ed avere una risorsa in più in attacco. Nel periodo 2000-2003 vince quattro volte di fila il premio come "Giocatore Primavera dell'Anno" nel Manchester City, superando Steve Kinsey, fermo a tre premi.
Il 17 novembre 2004, diventa principale obiettivo dei cori razzisti provenienti dalla curva in un'amichevole nazionale contro la Spagna a Madrid. Con la sua successiva prestazione contro il Portsmouth, però, sbaraglia ogni critica, anche quelle legate al suo rendimento; nel post-partita riferisce ai giornalisti:
Ha poi risposto in maniera simile in un'intervista riguardo a suo padre al sito manchesteronline.co.uk:

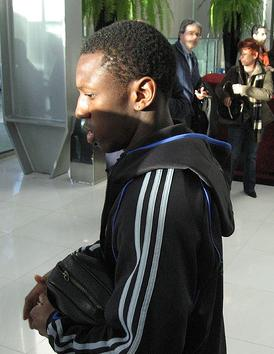
Wright-Phillips il 22 febbraio 2007

#### Chelsea
Il 17 luglio 2005, Shaun si trasferisce per 21 milioni di sterline ai campioni in carica della Premier del Chelsea, tornando nella sua nativa Londra. Si unisce ai nuovi compagni dopo aver firmato un contratto quinquennale ed aver superato brillantemente i test medici. Le sue apparizioni, inizialmente, sono abbastanza sporadiche, giocando solo 15 volte nella nuova stagione e lottando per trovare la forma e lo spazio giusti.
Il suo primo gol con la maglia dei Blues arriva il 5 dicembre 2006 in un vittorioso 2-0 casalingo in Champions ai bulgari del Levski Sofia, a quasi 17 mesi dal suo arrivo allo Stamford Bridge. Conclusione del suo primo periodo a Londra è la sua esclusione dalla spedizione inglese ai Mondiali in Germania.

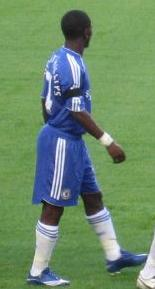
Wright-Phillips in azione con la maglia del Chelsea nel settembre 2007

Nonostante il suo impiego col contagocce nel periodo iniziale ai Pensioners, Wright-Phillips afferma di trovarsi bene a Londra e di voler lottare per ottenere un posto in prima squadra. Riceve una chance dal nuovo tecnico, il portoghese José Mourinho, quando questi rifiuta di acquistare l'ala del Real Betis e della nazionale spagnola Joaquín (che, in seguito a questo mancato trasferimento, si accaserà al Valencia), sostenendo di avere abbastanza opzioni, in fatto di ali.
Man mano che la stagione 2006-07 prosegue, Wright-Phillips migliora la propria forma, fino al primo gol in campionato contro il West Ham, seguito, nella stessa partita, dalla sua seconda rete. Dopo questa gara, gioca titolare in molte partite sul finire della stagione, compresa la finale di FA Cup vinta dal Chelsea sul Manchester United, sebbene Shaun viene sostituito nel secondo tempo.
All'inizio della stagione 2007-08, Shaun mantiene fermo il proprio posto da titolare sulla fascia sinistra, anche dopo che José Mourinho lascia il club e viene rimpiazzato dall'israeliano Avraham Grant. Parte titolare nella finale di Carling Cup contro il Tottenham, persa per 1-2. Nel resto della stagione, però, colleziona solo altre 6 presenze, e non rientra fra i convocati per la finale di Champions, persa ai rigori contro il Manchester United al Lužniki di Mosca. Con le sue 65 presenze da titolare e 60 da sostituto, Wright-Phillips non riesce però a rafforzare a sufficienza il suo posto da titolare. Dopo Mourinho e Grant, infatti, il Chelsea seleziona come allenatore Luiz Felipe Scolari, che dà l'ok per la sua cessione.

#### Il ritorno al Manchester City

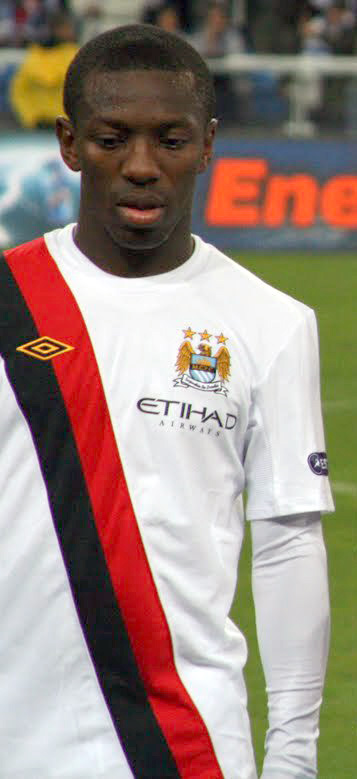
Wright-Phillips con la maglia del nel 2010

Il 28 agosto 2008 ritorna al suo precedente club, il Manchester City, con un contratto quadriennale, in cambio di una cifra attorno agli 8,5 milioni di sterline. Per la nuova stagione sceglie la maglia numero 8, precedentemente appartenuta a Geovanni. Nel suo secondo debutto con indosso la maglia celeste, Shaun segna una doppietta al Sunderland nel vittorioso 3-0 in campionato. Il terzo gol della sua nuova esperienza a Manchester arriva in 6-0 al Portsmouth il 21 settembre. Con questo ritmo, in un solo mese eguaglia il suo record di marcature ai Blues. Un suo gol nel secondo tempo di Omonia-Manchester City del 2 ottobre 2008 permette ai Citizens di accedere per la prima volta alla fase a gironi della Coppa UEFA. Il 29 ottobre 2008 insulta il tecnico del Middlesbrough Gareth Southgate in una sconfitta per 2-0 contro il Boro. L'allenatore si era lamentato per la "facilità" con cui l'ala sinistra era caduta a terra dopo un contrasto non troppo duro con un difensore avversario. In seguito all'accaduto, la FA avverte Wright-Phillips di controllarsi, e questo è un serio monito per il futuro.
La stagione 2009-10 comincia molto bene, con Shaun che confeziona un assist per il gol di Emmanuel Adebayor al 3º minuto di un 2-0 al Blackburn. Tre settimane dopo, contro l'Arsenal, crea un altro assist per Adebayor e poi segna lui stesso. A ciò fa seguire un gol in Carling Cup contro il Crystal Palace. Segna poi in tutte le successive tre gare casalinghe contro Burnley e Hull City in campionato, e Arsenal in Carling. Comincia a giocare di meno con l'avvento del nuovo tecnico italiano Roberto Mancini, che acquista Adam Johnson, alternando i due sulla fascia sinistra. In particolare subentra al 60º al giovane inglese in un 4-2 a Stamford Bridge in cui confeziona l'assist per il secondo gol, quello di Craig Bellamy, e parte titolare solo all'ultima di campionato, nella quale segna il gol del definitivo pareggio per 1-1 all'Upton Park contro il West Ham.

#### Queens Park Rangers
Il 31 agosto 2011 lascia nuovamente il Manchester City per accasarsi al Queens Park Rangers che acquista il suo cartellino per 7 milioni, segnando il primo goal ufficiale contro il Chelsea (sua ex squadra) il 2 gennaio 2013. Il 27 maggio 2015, rescinde il proprio contratto con gli Hoops.

#### New York Red Bulls
Il 27 luglio del 2015, raggiunge il fratello Bradley Wright-Phillips al New York Red Bulls.

#### Phoenix Rising
Dopo aver giocato per due stagioni con la squadra militante in MLS, il 24 febbraio 2017 firma con i Phoenix Rising.
Il 24 agosto 2019, a quasi 38 anni, si ritira dal calcio giocato.

### Nazionale
Debutta con la nazionale inglese il 18 agosto 2004, entrando in campo nella ripresa, al posto di Nicky Butt nel corso di un'amichevole vinta per 3-0 contro l'Ucraina: dove sigla all'esordio anche una rete. Diventa successivamente, un titolare fisso durante le qualificazioni al campionato mondiale 2006, non venendo però convocato per la fase finale: in molti indicarono i motivi della sua esclusione nell'opaca prestazione da lui offerta nella gara contro l'Irlanda del Nord ed allo scarso utilizzo nel Chelsea. Tuttavia nel settembre del 2007 torna a segnare in nazionale, nella gara interna vinta per 3-0 contro Israele, inoltre un mese più tardi, segna anche nella partita vinta sempre per 3-0 in casa dalla nazionale inglese, contro l'Estonia: l'Inghilterra mancò tuttavia una clamorosa qualificazione alla fase finale, perdendo lo scontro diretto in casa con la Croazia nel nuovo Wembley.
Il 6 febbraio 2008 segna la rete della vittoria, nella gara amichevole vinta per 2-1 contro la Svizzera, in quello che fu l'esordio di Fabio Capello sulla panchina dei  Tre Leoni. Nell'ottobre 2009, con la nazionale dei Tre Leoni già qualificata per il campionato del mondo 2010, segna un gol da fuori area nell'incontro vinto ai danni della Bielorussia. Nell'amichevole contro l'Egitto del 3 marzo 2010, dopo essere entrato in campo segna il gol del 2-1 e fornisce a Peter Crouch l'assist per il definitivo 3-1. Viene convocato per la fase finale del torneo al posto di Theo Walcott dell'Arsenal.

## Statistiche

### Presenze e reti nei club
| Stagione               | Squadra                | Campionato             | Campionato | Campionato | Coppe nazionali | Coppe nazionali | Coppe nazionali | Coppe continentali | Coppe continentali | Coppe continentali | Altre coppe | Altre coppe | Altre coppe | Totale | Totale |
| Stagione               | Squadra                | Comp                   | Pres       | Reti       | Comp            | Pres            | Reti            | Comp               | Pres               | Reti               | Cpmp        | Pres        | Reti        | Pres   | Reti   |
| ---------------------- | ---------------------- | ---------------------- | ---------- | ---------- | --------------- | --------------- | --------------- | ------------------ | ------------------ | ------------------ | ----------- | ----------- | ----------- | ------ | ------ |
| 1998-1999              | Manchester City        | SD                     | 0          | 0          | FACup+CdL       | 0               | 0               | -                  | -                  | -                  | -           | -           | -           | 0      | 0      |
| 1999-2000              | Manchester City        | FD                     | 4          | 0          | FACup+CdL       | 0+1             | 0               | -                  | -                  | -                  | -           | -           | -           | 5      | 0      |
| 2000-2001              | Manchester City        | PL                     | 15         | 0          | FACup+CdL       | 0+4             | 0               | -                  | -                  | -                  | -           | -           | -           | 19     | 0      |
| 2001-2002              | Manchester City        | FD                     | 35         | 8          | FACup+CdL       | 3+2             | 0+2             | -                  | -                  | -                  | -           | -           | -           | 40     | 10     |
| 2002-2003              | Manchester City        | PL                     | 31         | 1          | FACup+CdL       | 1+2             | 0               | -                  | -                  | -                  | -           | -           | -           | 34     | 1      |
| 2003-2004              | Manchester City        | PL                     | 34         | 7          | FACup+CdL       | 4+2             | 1+2             | CU                 | 6                  | 1                  | -           | -           | -           | 46     | 11     |
| 2004-2005              | Manchester City        | PL                     | 34         | 10         | FACup+CdL       | 1+2             | 0+1             | -                  | -                  | -                  | -           | -           | -           | 37     | 11     |
| 2005-2006              | Chelsea                | PL                     | 27         | 0          | FACup+CdL       | 4+1             | 0               | UCL                | 7                  | 0                  | CS          | 1           | 0           | 40     | 0      |
| 2006-2007              | Chelsea                | PL                     | 27         | 2          | FACup+CdL       | 7+3             | 3+0             | UCL                | 7                  | 1                  | CS          | 1           | 0           | 45     | 6      |
| 2007-2008              | Chelsea                | PL                     | 27         | 2          | FACup+CdL       | 3+5             | 1+1             | UCL                | 6                  | 0                  | CS          | 1           | 0           | 42     | 4      |
| ago. 2008              | Chelsea                | PL                     | 1          | 0          | FACup+CdL       | 0               | 0               | UCL                | 0                  | 0                  | -           | -           | -           | 1      | 0      |
| Totale Chelsea         | Totale Chelsea         | Totale Chelsea         | 82         | 4          |                 | 23              | 5               |                    | 20                 | 1                  |             | 3           | 0           | 128    | 10     |
| ago. 2008-2009         | Manchester City        | PL                     | 27         | 5          | FACup+CdL       | 1+0             | 0               | CU                 | 9                  | 3                  | -           | -           | -           | 37     | 8      |
| 2009-2010              | Manchester City        | PL                     | 30         | 4          | FACup+CdL       | 2+6             | 1+2             | -                  | -                  | -                  | -           | -           | -           | 38     | 7      |
| 2010-2011              | Manchester City        | PL                     | 7          | 0          | FACup+CdL       | 3+0             | 0               | UEL                | 9                  | 1                  | -           | -           | -           | 19     | 1      |
| Totale Manchester City | Totale Manchester City | Totale Manchester City | 217        | 35         |                 | 34              | 9               |                    | 24                 | 5                  |             | -           | -           | 275    | 49     |
| 2011-2012              | QPR                    | PL                     | 32         | 0          | FACup+CdL       | 2+0             | 0               | -                  | -                  | -                  | -           | -           | -           | 34     | 0      |
| 2012-2013              | QPR                    | PL                     | 20         | 1          | FACup+CdL       | 1+1             | 0+1             | -                  | -                  | -                  | -           | -           | -           | 22     | 2      |
| 2013-2014              | QPR                    | FLC                    | 11         | 0          | FACup+CdL       | 0+2             | 0               | -                  | -                  | -                  | -           | -           | -           | 13     | 0      |
| 2014-2015              | QPR                    | PL                     | 4          | 0          | FACup+CdL       | 0+1             | 0               | -                  | -                  | -                  | -           | -           | -           | 1      | 0      |
| Totale QPR             | Totale QPR             | Totale QPR             | 67         | 1          |                 | 7               | 1               |                    | -                  | -                  |             | -           | -           | 74     | 2      |
| 2015                   | N.Y. Red Bulls         | MLS                    | 12+2       | 1+0        | USOC            | 0               | 0               | -                  | -                  | -                  | -           | -           | -           | 14     | 1      |
| 2016                   | N.Y. Red Bulls         | MLS                    | 7          | 0          | USOC            | 1               | 0               | -                  | -                  | -                  | -           | -           | -           | 8      | 0      |
| 2017                   | N.Y. Red Bulls         | MLS                    | 0          | 0          | USOC            | 0               | 0               | CCL                | 3                  | 0                  | -           | -           | -           | 3      | 0      |
| Totale N.Y. Red Bulls  | Totale N.Y. Red Bulls  | Totale N.Y. Red Bulls  | 19+2       | 1          |                 | 1               | 0               |                    | 3                  | 0                  |             | -           | -           | 25     | 1      |
| 2017                   | Phoenix Rising         | USL                    | 26         | 3          | USOC            | 1               | 0               | -                  | -                  | -                  | -           | -           | -           | 27     | 3      |
| Totale carriera        | Totale carriera        | Totale carriera        | 411+2      | 44         |                 | 66              | 15              |                    | 47                 | 6                  |             | 3           | 0           | 529    | 65     |

### Cronologia presenze e reti in nazionale
| Cronologia completa delle presenze e delle reti in nazionale ― Inghilterra | Cronologia completa delle presenze e delle reti in nazionale ― Inghilterra | Cronologia completa delle presenze e delle reti in nazionale ― Inghilterra | Cronologia completa delle presenze e delle reti in nazionale ― Inghilterra | Cronologia completa delle presenze e delle reti in nazionale ― Inghilterra | Cronologia completa delle presenze e delle reti in nazionale ― Inghilterra | Cronologia completa delle presenze e delle reti in nazionale ― Inghilterra | Cronologia completa delle presenze e delle reti in nazionale ― Inghilterra |
| Data                                                                       | Città                                                                      | In casa                                                                    | Risultato                                                                  | Ospiti                                                                     | Competizione                                                               | Reti                                                                       | Note                                                                       |
| -------------------------------------------------------------------------- | -------------------------------------------------------------------------- | -------------------------------------------------------------------------- | -------------------------------------------------------------------------- | -------------------------------------------------------------------------- | -------------------------------------------------------------------------- | -------------------------------------------------------------------------- | -------------------------------------------------------------------------- |
| 18-8-2004                                                                  | Newcastle                                                                  | Inghilterra                                                                | 3 – 0                                                                      | Ucraina                                                                    | Amichevole                                                                 | 1                                                                          | 53’                                                                        |
| 13-10-2004                                                                 | Baku                                                                       | Azerbaigian                                                                | 0 – 1                                                                      | Inghilterra                                                                | Qual. Mondiali 2006                                                        | -                                                                          | 72’                                                                        |
| 17-11-2004                                                                 | Madrid                                                                     | Spagna                                                                     | 1 – 0                                                                      | Inghilterra                                                                | Amichevole                                                                 | -                                                                          | 60’                                                                        |
| 9-2-2005                                                                   | Birmingham                                                                 | Inghilterra                                                                | 0 – 0                                                                      | Paesi Bassi                                                                | Amichevole                                                                 | -                                                                          | 61’                                                                        |
| 3-9-2005                                                                   | Cardiff                                                                    | Galles                                                                     | 0 – 1                                                                      | Inghilterra                                                                | Qual. Mondiali 2006                                                        | -                                                                          | 68’                                                                        |
| 7-9-2005                                                                   | Belfast                                                                    | Irlanda del Nord                                                           | 1 – 0                                                                      | Inghilterra                                                                | Qual. Mondiali 2006                                                        | -                                                                          | 53’                                                                        |
| 12-10-2005                                                                 | Manchester                                                                 | Inghilterra                                                                | 2 – 1                                                                      | Polonia                                                                    | Qual. Mondiali 2006                                                        | -                                                                          | 67’                                                                        |
| 1-3-2006                                                                   | Liverpool                                                                  | Inghilterra                                                                | 2 – 1                                                                      | Uruguay                                                                    | Amichevole                                                                 | -                                                                          | 63’                                                                        |
| 7-10-2006                                                                  | Manchester                                                                 | Inghilterra                                                                | 0 – 0                                                                      | Macedonia                                                                  | Qual. Euro 2008                                                            | -                                                                          | 70’                                                                        |
| 11-10-2006                                                                 | Zagabria                                                                   | Croazia                                                                    | 2 – 0                                                                      | Inghilterra                                                                | Qual. Euro 2008                                                            | -                                                                          | 73’                                                                        |
| 15-11-2006                                                                 | Amsterdam                                                                  | Paesi Bassi                                                                | 1 – 1                                                                      | Inghilterra                                                                | Amichevole                                                                 | -                                                                          | 74’                                                                        |
| 7-2-2007                                                                   | Manchester                                                                 | Inghilterra                                                                | 0 – 1                                                                      | Spagna                                                                     | Amichevole                                                                 | -                                                                          | 70’                                                                        |
| 22-8-2007                                                                  | Londra                                                                     | Inghilterra                                                                | 1 – 2                                                                      | Germania                                                                   | Amichevole                                                                 | -                                                                          | 70’                                                                        |
| 8-9-2007                                                                   | Londra                                                                     | Inghilterra                                                                | 3 – 0                                                                      | Israele                                                                    | Qual. Euro 2008                                                            | 1                                                                          | 83’                                                                        |
| 12-9-2007                                                                  | Londra                                                                     | Inghilterra                                                                | 3 – 0                                                                      | Russia                                                                     | Qual. Euro 2008                                                            | -                                                                          |                                                                            |
| 13-10-2007                                                                 | Londra                                                                     | Inghilterra                                                                | 3 – 0                                                                      | Estonia                                                                    | Qual. Euro 2008                                                            | 1                                                                          |                                                                            |
| 17-10-2007                                                                 | Mosca                                                                      | Russia                                                                     | 2 – 1                                                                      | Inghilterra                                                                | Qual. Euro 2008                                                            | -                                                                          | 80’                                                                        |
| 21-11-2007                                                                 | Londra                                                                     | Inghilterra                                                                | 2 – 3                                                                      | Croazia                                                                    | Qual. Euro 2008                                                            | -                                                                          | 46’                                                                        |
| 6-2-2008                                                                   | Londra                                                                     | Inghilterra                                                                | 2 – 1                                                                      | Svizzera                                                                   | Amichevole                                                                 | 1                                                                          | 57’                                                                        |
| 11-10-2008                                                                 | Londra                                                                     | Inghilterra                                                                | 5 – 1                                                                      | Kazakistan                                                                 | Qual. Mondiali 2010                                                        | -                                                                          | 46’                                                                        |
| 15-10-2008                                                                 | Minsk                                                                      | Bielorussia                                                                | 1 – 3                                                                      | Inghilterra                                                                | Qual. Mondiali 2010                                                        | -                                                                          | 68’                                                                        |
| 19-11-2008                                                                 | Berlino                                                                    | Germania                                                                   | 1 – 2                                                                      | Inghilterra                                                                | Amichevole                                                                 | -                                                                          | 30’ 90’                                                                    |
| 11-2-2009                                                                  | Siviglia                                                                   | Spagna                                                                     | 2 – 0                                                                      | Inghilterra                                                                | Amichevole                                                                 | -                                                                          |                                                                            |
| 1-4-2009                                                                   | Londra                                                                     | Inghilterra                                                                | 2 – 1                                                                      | Ucraina                                                                    | Qual. Mondiali 2010                                                        | -                                                                          | 79’                                                                        |
| 6-6-2009                                                                   | Almaty                                                                     | Kazakistan                                                                 | 0 – 4                                                                      | Inghilterra                                                                | Qual. Mondiali 2010                                                        | -                                                                          | 46’                                                                        |
| 12-8-2009                                                                  | Amsterdam                                                                  | Paesi Bassi                                                                | 2 – 2                                                                      | Inghilterra                                                                | Amichevole                                                                 | -                                                                          | 46’                                                                        |
| 14-10-2009                                                                 | Londra                                                                     | Inghilterra                                                                | 3 – 0                                                                      | Bielorussia                                                                | Qual. Mondiali 2010                                                        | 1                                                                          |                                                                            |
| 5-9-2009                                                                   | Londra                                                                     | Inghilterra                                                                | 2 – 1                                                                      | Slovenia                                                                   | Amichevole                                                                 | -                                                                          | 46’                                                                        |
| 14-11-2009                                                                 | Doha                                                                       | Brasile                                                                    | 1 – 0                                                                      | Inghilterra                                                                | Amichevole                                                                 | -                                                                          | 82’                                                                        |
| 3-3-2010                                                                   | Londra                                                                     | Inghilterra                                                                | 3 – 1                                                                      | Egitto                                                                     | Amichevole                                                                 | 1                                                                          | 57’                                                                        |
| 30-5-2010                                                                  | Graz                                                                       | Giappone                                                                   | 1 – 2                                                                      | Inghilterra                                                                | Amichevole                                                                 | -                                                                          | 46’                                                                        |
| 12-6-2010                                                                  | Rustenburg                                                                 | Inghilterra                                                                | 1 – 1                                                                      | Stati Uniti                                                                | Mondiali 2010 - 1º turno                                                   | -                                                                          | 31’                                                                        |
| 18-6-2010                                                                  | Città del Capo                                                             | Inghilterra                                                                | 0 – 0                                                                      | Algeria                                                                    | Mondiali 2010 - 1º turno                                                   | -                                                                          | 63’                                                                        |
| 27-6-2010                                                                  | Bloemfontein                                                               | Germania                                                                   | 4 – 1                                                                      | Inghilterra                                                                | Mondiali 2010 - Ottavi di finale                                           | -                                                                          | 87’                                                                        |
| 7-9-2010                                                                   | Basilea                                                                    | Svizzera                                                                   | 1 – 3                                                                      | Inghilterra                                                                | Qual. Euro 2012                                                            | -                                                                          | 79’                                                                        |
| 12-10-2010                                                                 | Londra                                                                     | Inghilterra                                                                | 0 – 0                                                                      | Montenegro                                                                 | Qual. Euro 2012                                                            | -                                                                          | 74’                                                                        |
| Totale                                                                     |                                                                            | Presenze                                                                   | 36                                                                         |                                                                            | Reti                                                                       | 6                                                                          |                                                                            |

## Palmarès

### Club

#### Competizioni nazionali
- First Division: 1

Manchester City: 2001-2002
- Community Shield: 1

Chelsea: 2005
- Campionato inglese: 1

Chelsea: 2005-2006
- Coppa di Lega inglese: 1

Chelsea: 2006-2007
- Coppa d'Inghilterra: 2

Chelsea: 2006-2007
Manchester City: 2010-2011
- MLS Supporters' Shield: 1

New York Red Bulls: 2015